# Logelheim
Logelheim je občina v departmaju Haut-Rhin francoske regije Alzacija.
Leta 2010 je v občini živelo 835 oseb oz. 193 oseb/km².